# Diana & Marvin
Diana & Marvin è il terzo album di Marvin Gaye, uscito nel 1973, in cui il cantante statunitense duetta con Diana Ross.

## Tracce
1. You Are Everything (Bell/Creed) (3:10)
2. Love Twins (Bolton/McLeod) (3:28)
3. Don't Knock My Love (Pickett/Shapiro) (2:20)
4. You're a Special Part of Me (Johnson/Porter/Wright) (3:35)
5. Pledging My Love (Robey/Washington) (3:34)
6. Just Say, Just Say (Ashford/Simpson) (4:10)
7. Stop, Look, Listen (To Your Heart) (Bell/Creed) (2:53)
8. I'm Falling in Love With You (Gordy) (2:42)
9. My Mistake (Was to Love You) (Jones/Sawyer) (2:55)
10. Include Me In Your Life (Bolton/McLeod) (3:04)